# Musomisjta
Musomisjta (bulgariska: Мусомища) är ett distrikt i Bulgarien.   Det ligger i kommunen Obsjtina Gotse Deltjev och regionen Blagoevgrad, i den sydvästra delen av landet, 130 km söder om huvudstaden Sofia.
Trakten runt Musomisjta består till största delen av jordbruksmark. Runt Musomisjta är det ganska glesbefolkat, med 35 invånare per kvadratkilometer.